# フロスト・バンク・センター
フロスト・バンク・センター（Frost Bank Center）はアメリカ合衆国・テキサス州サンアントニオに所在する屋内競技場。NBAのサンアントニオ・スパーズの本拠地としても使用されている。最大収容人数19,000人。

## 概要
2002年にSBCセンター（AT&T系）として杮落とし。それまでスパーズの本拠地だったアラモドームに代わりオープンした。2006年から2023年までの名称はAT&Tセンターであり、2015年には費用が1億ドルを超える規模の改修工事が行われている。2023年8月にフロスト銀行が命名権を取得し、同年9月22日から現名称。
また、2003年、2005年、2007年と3度のNBAファイナルを開催した他、アメリカンプロレスのビッグイベントであるWWEのロイヤルランブルは2007年に当所で開催された。